# Dreptul la viață privată
Dreptul la viață privată reprezintă un drept subiectiv care are drept scop principal limitarea interferenței unui stat sau a altor actori de a interveni în aspectele private ale vieții unei persoane. Acesta poate să difere în forma sa de la stat la stat. 
În România dreptul la viață privată este asociat dreptului constituțional la secretul corespondenței. Conform acestui drept, conținutul oricărui mesaj, scrisori, sau al altei trimiteri poștale este strict secret. Acest drept are restrângeri, însă acestea necesită fundament în lege și respectarea unei proceduri ce implică acordarea mandatului de către instanța judecătorească.